# Kelci Bryant
Kelci Bryant (Springfield, 15 gennaio 1989) è una tuffatrice statunitense. Ha rappresentato gli Stati Uniti ai Giochi olimpici estivi di Pechino 2008 e di Londra 2012, vincendo la medaglia d'argento nel concorso dei tuffi dalla trampolino 3 metri sincro a Londra.

## Palmarès
- Giochi olimpici

Londra 2012: argento nel trampolino 3 m sincro
- Coppa del Mondo di tuffi

Coppa del Mondo di tuffi 2006: argento nel trampolino 3 m sincro
Coppa del Mondo di tuffi 2008: bronzo nel trampolino 3 m sincro
- Giochi panamericani

Rio de Janeiro 2007: argento nel trampolino 3 m sincro; bronzo nel trampolino 3 m
- Universiadi
- Shenzhen 2011: argento nel trampolino 1 m